# All Eyez On Me
All Eyez On Me (буквален превод: „всички ме гледат“, „всички очи, вперени в мен“) е четвъртият студиен албум на американския рапър Тупак Шакур и последният, издаден от него приживе. Разпространен на 13 февруари 1996 г. от Death Row Records и Интерскоуп Рекърдс. All Eyez on Me е двоен албум, който включва съвместни изпълнения с различни изпълнители, включително Аутлоуз, Доктор Дре, Снуп Дог, Джордж Клинтън, E-40, Редмен, Метод Мен, Нейт Дог, Дог Паунд, Кей Си и ДжоДжо, Роджър Траутман. Продуценти на албума, освен самия Шакур, са Диджей Куик, Джони Джей, Доктор Дре, Диджей Бобкат, Даз Дилинджър, Диджей Пух, Деванте Суинг, и др.
Албумът включва синглите How Do U Want It и California Love, които заемат първите места в класацията Билборд Хот 100. All Eyez on Me става първият двоен хип-хоп солов албум, разпространен за масово потребление в цял свят.
All Eyez on Me е вторият албум на Тупак, достигнал първо място в класациите за албуми Билборд 200 и класацията Топ R&B/хип-хоп албуми, след като продава 566 000 копия в първата седмица от издаването си. Седем месеца по-късно Тупак е фатално ранен при стрелба от преминаващ автомобил.
All Eyez on Me е посрещнат изключително добре от критиката, като много критици го обявяват за един от най-великите хип-хоп албуми и един от най-великите албуми на всички времена. Албумът печели наградата на Соул Трейн за най-добър рап албум на годината през 1997 г. Шакур печели и отличието на Американските музикални награди за любим рап/хип-хоп изпълнител.
Албумът се превръща в един от най-влиятелните в хип-хоп историята и се смята за едно от върховите постижения на рапа през деветдесетте. All Eyez On Me е известен и за това, че е официално признат за най-добре продавания албум в жанра. На 23 юли 2014 г., осемнадесет години след смъртта на Тупак Шакур, албумът е обявен за диамантен (с продадени над 10 милиона копия) от Асоциацията на звукозаписната индустрия в Америка. През 2020 г. албумът е включен на 436-о място в актуализирания списък на Ролинг Стоун за 500-те най-велики албума на всички времена.

## Предистория
През октомври 1995 г. Сюдж Найт и Джими Айовин плащат гаранцията от $1,4 милиона, необходима за освобождаването на Шакур от затвора по обвинения в сексуално насилие. По това време Шакур е разорен и не може сам да си плати гаранцията. All Eyez on Me е създаден съгласно споразумение между Найт и Шакур, с което последният се съгласява да създаде три албума за Death Row Records в замяна на това да платят гаранцията му. Двойният албум All Eyez On Me представлява първите два албума, реализирани съгласно това споразумение.
Първоначалното заглавие на албума е Euthanasia, което в процеса на записване е променено на All Eyez on Me. В интервю за Ем Ти Ви през декември 1995 г. Шакур обяснява:
| „ | Казва се All Eyez on Me. Така го усещам. Полицията ме наблюдава, федералните ме наблюдават. Наблюдават ме жени, които искат да отправят фалшиви обвинения и да ме съдят... Жени, които ме харесват. Ревнивите момчета от гетото и приятелите, с които се движа. Всички са вперили очи да видят какво ще правя сега, така че All Eyez on Me. | “ |

Първоначално пускането на All Eyez on Me е предназначено за коледните празници през 1995 г., но е отложено, тъй като Шакур продължава да записва музика и да снима музикални видеоклипове за албума.

## Запис и продукция
За разлика от предишния му албум Me Against the World, All Eyez on Me е ясна демонстрация на гангстерския начин на живот на Шакур. Въпреки че са споменати някои негови приятели, албумът е много различен от по-ранните му политически и обществени коментари, а също така и от неговото по-късно творчество. В All Eyez on Me Шакур излива гнева си от факта, че е излежал една година в затвора, докато хората, които са се опитали да го убият, са на свобода и продължават да го клеветят в пресата. Той влиза в студиото буквално часове след като го пускат от затвора, за да започне работа по албума, и го завършва за рекордно кратко време.
В албума се включват обичайните хора от Thug Life и новосъздадената група Аутлоуз, а също така и сътрудникът на Тупак Снууп Дог. Даз Дилинджър заедно с Джони Джей ръководят по-голямата част от продукцията и добавят характерните за Дет Ро бийтове, а за парчета като Can't C Me им помага Доктор Дре. Много рапъри са се опитвали да повторят комерсиалния успех на този албум, купувайки яки бийтове и влизайки в сътрудничество с известни рапъри.

## Списък на песните

### Диск 1
1. Ambitionz Az a Ridah
2. All Bout U
3. Skandalouz
4. Got My Mind Made Up
5. How Do U Want It
6. 2 of Amerikaz Most Wanted
7. No More Pain
8. Heartz of Men
9. Life Goes On
10. Only God Can Judge Me
11. Tradin War Stories
12. California Love [Remix]
13. I Ain't Mad at Cha
14. What'z Ya Phone No.

### Диск 2
1. Can't C Me
2. Shorty Wanna Be a Thug
3. Holla at Me
4. Wonda Why They Call U Bitch
5. When We Ride
6. Thug Passion
7. Picture Me Rollin'
8. Check Out Time
9. Ratha Be Ya N.I.G.G.A
10. All Eyez on Me
11. Run tha Streetz
12. Ain't Hard 2 Find
13. Heaven Ain't Hard 2 Find

## Позиции в класациите
Музикални класации за албуми на Billboard
| 1996 | The Billboard 200      | No. 1 |
| 1996 | Top R&B/Hip-Hop Albums | No. 1 |

Музикални класации за сингли на Billboard
| 1996 | How Do U Want It/California Love | The Billboard Hot 100              | No. 1  |
| 1996 | How Do U Want It/California Love | Hot Rap Singles                    | No. 1  |
| 1996 | California Love                  | Rhythmic Top 40                    | No. 2  |
| 1996 | How Do U Want It                 | Rhythmic Top 40                    | No. 23 |
| 1996 | How Do U Want It/California Love | Hot Dance Music/Maxi-Singles Sales | No. 1  |
| 1996 | California Love                  | Top 40 Mainstream                  | No. 34 |